# تسطيح المنحنى

التدابير المتبعة مثل التباعد الاجتماعي والبقاء في المنزل وغسل اليدين يتيح مزيدًا من الوقت لزيادة قدرة الرعاية الصحية للتعامل بشكل أفضل مع المريض، حيث يمكن استخدام الوقت من خلال تسطيح المنحنى لرفع القدرة على الرعاية الصحية لتلبية الطلب المتزايد بشكل أفضل.

الاحتمالات البديلة لتسطيح المنحني.

تسطيح المنحنى (بالإنجليزية: Flatten the curve)‏ مصطلح واستراتجية تستخدم في مجال الصحة العامة؛ بهدف إبطاء انتشار المرض وتوزيع الإصابات على مدة زمنية أطول، ولا تستهدف هذه السياسة إلى تخفيض العدد الإجمالي للمصابين بالمرض بقدر ما تحاول الموازنة بين مراحل تفشي الوباء وقدرات قطاع الرعاية الصحية على استقبال المرضي، ويتم ذلك من خلال تأجيل الوصول إلى نقطة الذروة بمنحنى انتشاره لتوزيع المصابين بالمرض على فترات زمنية أطول، بما يسمح للنظم الصحية باستيعاب الأزمة، ويخفف ضغطًا هائلًا على نظام الرعاية الصحية، مما يجعل بعض المراكز الطبية والمستشفيات قابلة لاستقبال الحالات الحرجة فقط.
نظرًا لأنه من غير المتوقع توفر لقاح لفيروس كورونا 2 المرتبط بالمتلازمة التنفسية الشديدة قبل عام 2021 على أقل تقدير، يعتمد تدبير جائحة كوفيد-19 على خفض ذروة الجائحة، الأمر المعروف أيضًا باسم «تسطيح منحني الجائحة» من خلال عدة تدابير هادفة إلى خفض معدل ظهور إصابات جديدة. يساعد إبطاء انتشار الإصابة على تقليل احتمال إغراق الخدمات الصحية، الأمر الذي يسمح بحصول المصابين على عناية صحية أفضل، ويوفر وقتاً أكبر من أجل تطوير لقاح أو علاج نوعي.

## وصلات خارجية
- لماذا تفشّى فيروس كورونا بهذه السرعة وكيف يمكننا تسطيح المنحنى؟ على موقع واشنطن بوست